# Гура Хуморулуј
Гура Хуморулуј (рум. Gura Humorului, укр. Ґурагумора) град је у жупанији Сучава у северном делу Румуније, у историјској покрајини Буковини.
Гура Хуморулуј се простире на површини од 70,47  и према попису из 2021. има 13.278 становника. Обухвата насеља Гура Хуморулуј и Воронец.

## Географија
Град Гура Хуморулуј налази се на крајњем северу Румуније. Град је смештен у историјској покрајини Буковини, око 155 km северозападно до Јашија.
Гура Хуморулуј је смештен у долини реке Молдавије, на приближно 480 метара надморске висине. Око града издижу се источни огранци Карпата.

## Становништво
| 1912. | 1930. | 1948. | 1956. | 1966. | 1977.  | 1992.  | 2002.  | 2011.  | 2021.  |
| ----- | ----- | ----- | ----- | ----- | ------ | ------ | ------ | ------ | ------ |
| 5.308 | 6.042 | 4.573 | 7.216 | 9.081 | 13.235 | 16.629 | 15.656 | 13.667 | 13.278 |

Према попису из 2021. у Гури Хуморулују је живело 13.278 становника што је мање за 389 (-2,85%) у односу на претходни попис из 2011. на ком је било 13.667 становника.
По попису становништва из 2021. године, већинско становништво чинили су Румуни (80,31%), док је од мањина највише било Рома (2,75%).
| Етнички састав према попису из 2021.‍ | Етнички састав према попису из 2021.‍ | Етнички састав према попису из 2021.‍ | Етнички састав према попису из 2021.‍ | Етнички састав према попису из 2021.‍ |
| ------------------------------------ | ------------------------------------ | ------------------------------------ | ------------------------------------ | ------------------------------------ |
|                                      |                                      |                                      |                                      |                                      |
| Румуни                               | Румуни                               |                                      | 10.664                               | 80,31%                               |
| Роми                                 | Роми                                 |                                      | 365                                  | 2,75%                                |
| Немци                                | Немци                                |                                      | 29                                   | 0,22%                                |
| Украјинци                            | Украјинци                            |                                      | 20                                   | 0,15%                                |
| Пољаци                               | Пољаци                               |                                      | 14                                   | 0,11%                                |
| Липовани                             | Липовани                             |                                      | 9                                    | 0,07%                                |
| Остали                               | Остали                               |                                      | 17                                   | 0,13%                                |
| Непознато                            | Непознато                            |                                      | 2.160                                | 16,27%                               |

До Другог светског рата Јевреји су чинили око трећине насељског становништва.

## Историјски споменици
У табели су дати заштићени историјски споменици на територији Гуре Хуморулуја од којих је Манастир Воронец код Воронеца од националног значаја. Манастир Воронец се налази и на Унесковој листи Светске баштине у оквиру места Цркве Молдавије.
| Историјски споменик             | Историјски споменик             | Датирање              | Локација       |
| ------------------------------- | ------------------------------- | --------------------- | -------------- |
| Фортификација у Гури Хуморулују | Фортификација у Гури Хуморулују | 18. век               | Гура Хуморулуј |
| Здање суда                      | Здање суда                      | 1904.                 | Гура Хуморулуј |
| Градска кућа                    | Градска кућа                    | 1901.                 | Гура Хуморулуј |
| Јеврејско гробље                | Јеврејско гробље                | 18. век               | Гура Хуморулуј |
| Манастир Воронец                | Црква Светог Георгија           | 1488, предворје 1547. | Воронец        |
| Манастир Воронец                | Остаци келија                   | 15—18. века           | Воронец        |
| Манастир Воронец                | Звоник                          | 1488.                 | Воронец        |
| Манастир Воронец                | Зидине                          | 15—18. века           | Воронец        |

## Галерија
- Градска кућа
- Главни градски парк
- Здање суда
- Градска синагога